# Evrikov zakonik
Evrikov zakonik (latinsko Codex Evricianvs) je zbirka vizigotskih zakonov, ki so jo zbrali na ukaz vizigotskega kralja Evrika malo pred letom 480, verjetno v Toulousu ali morda v Arlesu. Zakonik je eden od najzgodnejših primerov zgodnje germanske zakonodaje. Uredil ga je rimski pravnik in glavni kraljev svetovalec Leon. Zbirka je večinoma neurejena. Izgleda, da so v njej zbrani vizigotski običaji, predelani po rimskim pravu.
Zakonik jasno ločuje gotsko in galsko-rimsko skupnost. V družbi je obstajal razred gospodarjev, ki so se imenovali domini ali patroni, odvisno od tega, ali so bili lastniki sužnjev ali svobodnjaki. Svobodnjaki, ki so imeli nad seboj gospodarje, so se delili na bukelarije (buccellarii) in sajone (saiones). Bukelariji so bili razred vitezov, ki so lahko zamenjali svojega gospodarja, vendar so morali pred tem svojemu bivšemu gospodarju vrniti vse pridobljene ugodnosti. Evrikov zakonik je prvi priznal bukelarije kot posebno kategorijo, ki so jo skušali rimski cesarji prepovedati.

## Vir
- H. Wolfram, The Goths in Aquitaine, German Studies Review, 2, 2 (maj 1979), str 153–168.